# Albert Alexandrowitsch Pakejew
Albert Alexandrowitsch Pakejew (russisch Альберт Александрович Пакеев; englisch Albert Pakeyev; * 4. Juli 1968 in Ussolje-Sibirskoje, Oblast Irkutsk, Russische SFSR, Sowjetunion) ist ein ehemaliger sowjetischer und russischer Boxer.
Pakejew war sowjetischer Meister 1988 im Fliegengewicht (-51 kg). 1993 und 1994 war er russischer Meister.
Bei den Europameisterschaften 1996 in Vejle gewann Pakejew die Goldmedaille, nachdem er u. a. Zoltan Lunka, Deutschland (8:2), geschlagen hatte. Im selben Jahr startete er auch bei den Olympischen Spielen in Atlanta und erreichte nach Siegen über Richard Sunee, Mauritius (8:1), Boniface Mukuka, Sambia (13:4), und den späteren Profiweltmeister Daniel Reyes, Kolumbien (+13:13), das Halbfinale. In diesem unterlag er dem späteren Olympiasieger Maikro Romero, Kuba (12:6), und schied somit mit einer Bronzemedaille aus dem Turnier aus.

## Quelle
- amateur-boxing.strefa.pl